# Ouratea attenuata
Ouratea attenuata är en tvåhjärtbladig växtart som beskrevs av Van Tiegh.. Ouratea attenuata ingår i släktet Ouratea och familjen Ochnaceae. Inga underarter finns listade i Catalogue of Life.